# Deense voetbalbeker 2010/11
De Deense voetbalbeker 2010/11 was de 57ste editie van de strijd om de Beker van Denemarken. De competitie begon op 9 augustus 2010 en eindigde op 22 mei 2011 met de finale in het Parken Stadion (14.646 toeschouwers) in Kopenhagen. De winnaar plaatste zich voor de UEFA Europa League.

## Eerste ronde
De wedstrijden in de eerste ronde werden gespeeld van 9 tot 17 augustus 2010.
| #  | Thuis                        | Uitslag | Bezoekers                 |
| -- | ---------------------------- | ------- | ------------------------- |
| 1  | Egen UI                      | 0–1     | BK Marienlyst             |
| 2  | Frederikshavn fI             | 1–4     | Hobro IK                  |
| 3  | Hirtshals BK                 | 3–1     | Birkelse IF               |
| 4  | Ringkøbing IF                | 2–1     | Tjørring IF               |
| 5  | Aarhus Fremad                | 1–2     | Brabrand IF               |
| 6  | Viborg Søndermarken IK       | 0–2     | Skive IK                  |
| 7  | Bredstrup-Pjedsted IF        | 0–9     | Kolding FC                |
| 8  | KFUM's BK Odense             | 0–10    | Varde IF                  |
| 9  | Ringe BK                     | 0–4     | Aabenraa BK               |
| 10 | DSIO Odense                  | 1–5     | FC Fyn                    |
| 11 | BK Frem Sakskøbing           | 2–5     | Næstved BK                |
| 12 | Herlufsholm GF               | 0–1     | Lolland-Falster Alliancen |
| 13 | Elite 3000 Fodbold           | 4–3     | Akademisk Boldklub        |
| 14 | Gentofte-Vangede IF          | 0–3     | Nordvest FC               |
| 15 | Helsinge fB                  | 1–6     | Hellerup IK               |
| 16 | Brønshøj BK                  | 7–1     | Allerød FK                |
| 17 | Frederiksberg Alliancen 2000 | 3–4     | BK Fremad Valby           |
| 18 | Avedøre IF                   | 4–1     | BK Søllerød-Vedbæk        |
| 19 | IF Lyseng                    | 0–1     | IK Skovbakken             |
| 20 | Aars IK                      | 0–2     | Blokhus FC                |
| 21 | Gladsaxe-Hero BK             | 5–3     | Boldklubben 1973 Herlev   |
| 22 | Stenløse BK                  | 2–1     | BK Avarta                 |
| 23 | Virum-Sorgenfri BK           | 1–4     | Vanløse IF                |
| 24 | Fremad Amager                | 0–1     | Hvidovre IF               |

| #  | Thuis                 | Uitslag | Bezoekers                |
| -- | --------------------- | ------- | ------------------------ |
| 25 | AB Tårnby             | 0–1     | NB Bornholm              |
| 26 | Ledøje-Smørum Fodbold | 1–3     | Svebølle B&IF            |
| 27 | Herlev IF             | 0–4     | Boldklubben 1908         |
| 28 | Frederiksberg BK      | 2–1     | BK Skjold                |
| 29 | IF Skjold Birkerød    | 3–2     | FC Roskilde              |
| 30 | Døllefjelde-Musse     | 0–12    | FC Vestsjælland          |
| 31 | FC Broby              | 5–6     | ØB                       |
| 32 | Næsby BK              | 2–3     | FC Fredericia            |
| 33 | Funder GF             | 2–6     | Viby IF                  |
| 34 | Lemvig GF             | 2–4     | Odder IGF                |
| 35 | Aalborg Chang         | 1–3     | Thisted FC               |
| 36 | Skagen IK             | 1–4     | FC Hjørring              |
| 37 | Bjerringbro IF        | 1–6     | FC Skanderborg           |
| 38 | Kjellerup             | 0–2     | Viborg FF                |
| 39 | Otterup B&IK          | 2–3     | Vejle Boldklub           |
| 40 | Kværndrup BK          | 2–4     | FC Svendborg             |
| 41 | Nakskov BK            | 0–5     | HB Køge                  |
| 42 | Kastrup BK            | 5–3     | Greve Fodbold            |
| 43 | Glostrup FK           | 0–2     | Boldklubben af 1893      |
| 44 | Holstebro BK          | 1–4     | Aarhus Gymnastikforening |
| 45 | Grindsted GIF         | 2–4     | Lystrup IF               |
| 46 | Bolbro G&IF           | 6–4     | Vinding SF               |
| 47 | Jægersborg BK         | 3–0     | Boldklubben Frem         |
| 48 | Tuse IF               | 3–2     | Værløse BK               |

## Tweede ronde
De wedstrijden in de tweede ronde werden gespeeld van 24 tot 26 augustus 2010.
| #  | Thuis              | Uitslag           | Bezoekers                 |
| -- | ------------------ | ----------------- | ------------------------- |
| 49 | NB Bornholm        | 0–1               | Hellerup IK               |
| 50 | Tuse IF            | 0–2               | Boldklubben af 1893       |
| 51 | IF Skjold Birkerød | 1–4               | Brønshøj BK               |
| 52 | Blokhus FC         | 0–3               | AaB                       |
| 53 | Hirtshals BK       | 2–4               | Skive IK                  |
| 54 | Bolbro G&IF        | 0–5               | FC Hjørring               |
| 55 | Ringkøbing IF      | 0–3               | Viborg FF                 |
| 56 | ØB                 | 1–3               | Thisted FC                |
| 57 | Lystrup IF         | 0–5               | Varde IF                  |
| 58 | Aabenraa BK        | 1–4               | Hobro IK                  |
| 59 | BK Marienlyst      | 2–1               | Boldklubben 1908          |
| 60 | Svebølle B&IF      | 2–4               | HB Køge                   |
| 61 | Avedøre IF         | 3–1 na extra tijd | Lolland-Falster Alliancen |
| 62 | Gladsaxe-Hero BK   | 0–1               | Næstved BK                |

| #  | Thuis              | Uitslag                     | Bezoekers                |
| -- | ------------------ | --------------------------- | ------------------------ |
| 63 | Viby IF            | 0–0 na extra tijd (pen 3–2) | Kolding FC               |
| 64 | Odder IGF          | 0–1                         | Aarhus Gymnastikforening |
| 65 | IK Skovbakken      | 1–4                         | Randers                  |
| 66 | Brabrand IF        | 1–4                         | Horsens                  |
| 67 | Elite 3000 Fodbold | 1–3                         | FC Vestsjælland          |
| 68 | Kastrup BK         | 2–2 na extra tijd (pen 4–3  | Stenløse BK              |
| 69 | Jægersborg BK      | 0–1                         | Hvidovre IF              |
| 70 | BK Fremad Valby    | 2–5                         | Nordvest FC              |
| 71 | Frederiksberg BK   | 2–3 na extra tijd           | FC Svendborg             |
| 72 | FC Fredericia      | 4–0                         | SønderjyskE              |
| 73 | FC Fyn             | 0–1                         | Lyngby                   |
| 74 | Vejle Boldklub     | 2–4 na extra tijd           | Silkeborg                |
| 75 | FC Skanderborg     | 1–3                         | Midtjylland              |
| 76 | Vanløse IF         | 0–5                         | Nordsjælland             |

## Derde ronde
De wedstrijden in de derde ronde werden gespeeld op 22, 23 en 29 september 2010.
| Team 1       | Res. | Team 2        |
| ------------ | ---- | ------------- |
| B.93         | 0–5  | Silkeborg     |
| Viby         | 1–4  | FC Kopenhagen |
| Hobro        | 0–1  | Viborg        |
| Brønshøj     | 0–1  | Hvidovre      |
| Varde        | 4–2  | Brøndby       |
| Avedøre      | 2–3  | Midtjylland   |
| Svendborg    | 0–3  | Esbjerg       |
| Marienlyst   | 0–2  | OB            |
| Kastrup      | 1–2  | Lyngby        |
| Nordvest     | 1–5  | Randers       |
| Vestsjælland | 2–6  | Horsens       |
| Næstved      | 0–1  | AaB           |
| AGF          | 6–3  | Skive         |
| Hellerup     | 1–2  | Fredericia    |
| Thisted      | 1–3  | HB Køge       |
| Hjørring     | 0–1  | Nordsjælland  |

## Vierde ronde
De loting voor de vierde ronde vond plaats op 25 september 2010. De wedstrijden werden gespeeld tussen 26 en 28 oktober 2010.
| Team 1        | Res.         | Team 2       |
| ------------- | ------------ | ------------ |
| Viborg        | 1–1 (4–5 p.) | AaB          |
| FC Kopenhagen | 2–4          | Horsens      |
| Esbjerg       | 2–0          | Silkeborg    |
| OB            | 2–3          | Nordsjælland |
| HB Køge       | 0–4          | Midtjylland  |
| Fredericia    | 1–2          | Randers      |
| Hvidovre      | 2–2 (4–5 p.) | Lyngby       |
| Varde         | 0–1          | AGF          |

## Vijfde ronde
|                           |     |        |                    |                                                   |
| 9 november 2010 19:00 uur | AaB | 0 – 2  | Esbjerg fB         | Energi Nord Arena Scheidsrechter: Peter Rasmussen |
| 9 november 2010 19:00 uur |     | Report | Lange 83' Mehl 85' | Energi Nord Arena Scheidsrechter: Peter Rasmussen |

|                            |            |        |                |                                               |
| 10 november 2010 18:30 uur | AGF Aarhus | 0 – 1  | FC Midtjylland | Atletion Scheidsrechter: Henrik Nystrup Kragh |
| 10 november 2010 18:30 uur |            | Report | Igboun 40'     | Atletion Scheidsrechter: Henrik Nystrup Kragh |

|                            |                         |        |           |                                                       |
| 11 november 2010 18:00 uur | Randers FC              | 3 – 0  | Lyngby BK | Essex Park Randers Scheidsrechter: Nicolai Vollquartz |
| 11 november 2010 18:00 uur | Sane 1', 87' Cramer 83' | Report |           | Essex Park Randers Scheidsrechter: Nicolai Vollquartz |

|                            |            |        |                 |                                                     |
| 11 november 2010 20:00 uur | AC Horsens | 0 – 1  | FC Nordsjælland | CASA Arena Horsens Scheidsrechter: Thomas Vejlgaard |
| 11 november 2010 20:00 uur |            | Report | Kildentoft 16'  | CASA Arena Horsens Scheidsrechter: Thomas Vejlgaard |

## Halve finale
| Team 1          | Tot.        | Team 2     | 1e wedstr. | 2e wedstr. |
| --------------- | ----------- | ---------- | ---------- | ---------- |
| FC Nordsjælland | 1–0         | Randers FC | 1–0        | 0–0        |
| FC Midtjylland  | 3–3 5-4 pen | Esbjerg fB | 1–2        | 2–1        |

### Heen
|                         |                |        |                              |                                        |
| 27 april 2011 18:00 uur | FC Midtjylland | 1 – 2  | Esbjerg fB                   | MCH Arena Scheidsrechter: Jakob Kehlet |
| 27 april 2011 18:00 uur | Hvilsom 68'    | Report | Janssen 28' Lange 53' (pen.) | MCH Arena Scheidsrechter: Jakob Kehlet |

|                         |                 |        |            |                                             |
| 28 april 2011 18:00 uur | FC Nordsjælland | 1 – 0  | Randers FC | Farum Park Scheidsrechter: Anders Hermansen |
| 28 april 2011 18:00 uur | Lawan 31'       | Report |            | Farum Park Scheidsrechter: Anders Hermansen |

### Terug
|                      |            |       |                 |                                                   |
| 4 mei 2011 18:00 uur | Randers FC | 0 – 0 | FC Nordsjælland | Essex Park Randers Scheidsrechter: Henning Jensen |
| 4 mei 2011 18:00 uur | Report     |       |                 | Essex Park Randers Scheidsrechter: Henning Jensen |

|                      |                                             |        |                                                       |                                                   |
| 5 mei 2011 18:00 uur | Esbjerg fB                                  | 1 – 2  | FC Midtjylland                                        | Blue Water Arena Scheidsrechter: Michael Svendsen |
| 5 mei 2011 18:00 uur | Bechmann Timm 90+1'                         | Report | Thygesen 58' Hassan 60'                               | Blue Water Arena Scheidsrechter: Michael Svendsen |
| 5 mei 2011 18:00 uur | Strafschoppen                               |        |                                                       | Blue Water Arena Scheidsrechter: Michael Svendsen |
| 5 mei 2011 18:00 uur | Lange Karlsen Vendelbo Bechmann Timm Conboy | 4 – 5  | Bak Nielsen Juelsgård Kristensen Albæk Igboun Poulsen | Blue Water Arena Scheidsrechter: Michael Svendsen |

## Finale
|                       |                                 |        |                  |                                                                         |
| 22 mei 2011 18:45 uur | FC Nordsjælland                 | 3 – 2  | FC Midtjylland   | Parken, Kopenhagen Toeschouwers: 14.646 Scheidsrechter: Claus Bo Larsen |
| 22 mei 2011 18:45 uur | Lawan 16' 54' Christensen 90+2' | Report | Thygesen 37' 71' | Parken, Kopenhagen Toeschouwers: 14.646 Scheidsrechter: Claus Bo Larsen |